# 少年梵高的烦恼
《少年梵高的烦恼》（英語：Vincent in Brixton）是尼古拉斯·赖特2002年创作的一部剧本。该剧在伦敦皇家國家劇院首演，由约舒姆·腾·哈夫饰演男主角。该剧后来转到了剧场剧院和百老匯劇院。
该剧主要讲述了艺术家文森特·梵高1873年在伦敦布里克斯頓的生活，他在此期间爱上了一位英国寡妇。

## 延伸阅读
- Spencer, Charles. . The Telegraph (London). 2002-05-03  [2008-09-26]. （原始内容存档于2023-09-28）.
- Wright, Nicholas.  First. London: Nick Hern Books. 2002. ISBN 1-85459-665-9.